# Johann Heinrich Christoph Trefurt
Johann Heinrich Christoph Trefurt (* 24. Juni 1806 in Göttingen; † 20. November 1852 ebenda) war ein deutscher Mediziner, der als Hochschullehrer an der Universität Göttingen lehrte.

## Leben
Trefurt war der Sohn des Superintendenten Johann Philipp Trefurt in Göttingen. Er begann sein 1824 sein Studium der Medizin in Göttingen und schloss es 1829 mit der Promotion zum Dr. med. ab. Während seines Studiums gehörte er dem Corps Hannovera an. Nach Beendigung des Studiums unternahm er eine akademische Reise zur weiteren Fortbildung, die ihn über Würzburg nach Paris führte. Nach der Rückkehr ließ er sich in Göttingen nieder und wurde nach seiner Habilitation Privatdozent für Geburtshilfe und Gerichtsmedizin an der Georg-August-Universität. 1842 wurde er außerordentlicher und 1848 ordentlicher Professor für Medizin an der Universität Göttingen.
Seit 1840 gehörte er zu den Redakteuren von Haefer’s Archiv.

## Schriften
- De mutatationibus nonnullis quae primis vitae diebus infantium recens natorum observandae veniunt. Dissertation Göttingen 1829
- Über den Vorfall mit der Nabelschnur. Berlin 1934
- Ueber die Ankylose des Steißbeins, deren Einfluß auf die Geburt und der dadurch angezeigten Kunsthülfe. Göttingen 1836
- Abhandlungen und Erfahrungen aus dem Gebiet der Geburtshülfe und der Weiberkrankheiten. Erste Decade. Göttingen 1844